# Karana metallica
Karana metallica är en fjärilsart som beskrevs av Charles Boursin 1970. Karana metallica ingår i släktet Karana och familjen nattflyn. Inga underarter finns listade i Catalogue of Life.